# Українська національна гвардія
Українська національна гвардія (УНГ) — емігрантська військово-політична організація, заснована Тарасом Бульбою-Боровцем у 1947 році в Західній Німеччині, до складу якої увійшли переважно колишні бійці Української національної армії. Штаб-квартира УНГ знаходилася в Мюнхені. Її програма передбачала бойову підготовку українських емігрантів для подальшого звільнення України від Радянської влади. Фактично припинила своє існування у 1959 році після влиття її членів до складу СВУ.
Ідеологічно УНГ стояла на засадах українського націоналізму та християнського солідаризму, виступала проти тоталітаризму, диктатури, державного капіталізму та марксизму, в той же час підтримувала демократію та право на приватну власність.
УНГ видавала у Німеччині газети «Наступ», «Меч і воля», «Військова справа», «Аванґард». «Бюлетень головної команди УНГ».